# CityLAZ-10LE
ЛАЗ А152 (СітіЛАЗ 10 ЛЕ) — 10-метровий міський автобус, що виготовлявся на Львівському автобусному заводі з 2007 року. Аналогом цього автобуса є автобус Богдан А601 і тролейбус Богдан Т601.11.
Цей автобус дещо відрізняється за загальною будовою від перших неоЛАЗів — довжиною він лише 10 метрів. Ширина лишається майже незмінною — 2 метри та 55 сантиметрів, а висота 3,06 метра. Автобус низькопідлоговий, не має сходинок у салон, довжина від землі до підвіски — 35 сантиметрів. Загальна кількість габаритних вогнів — 22 штуки: 10 по боках, 6 передніх фар, 6 задніх. Формула дверей автобуса — 1-2-1, одностворчасті у передній та задній частинах салону і повні посередині.
Салон ЛАЗ А152 теж змінився — кількість сидінь зменшена до 24, у свою чергу збільшилася загальна пасажиромісткість до 100 чоловік. Також автобус ЛАЗ А152 має характерний для міських неоЛАЗів пандус для інвалідних візків (витримує до 70 кілограм).
Вікна автобуса безпечні, клеєні, завжди тоновані. У салоні встановлено потужні плафони для підсвітки у темну пору доби а також ручні тримачі на поручнях. У автобусі також можливе встановлення маршрутовказівників габаритними вогнями або ж встановлення цифрових вказівників.
Двигун моделі зазвичай DEUTZ BF6M1013 або ж MAN DO836, що стоїть на більшості неоЛАЗів, проте його потужність лише 140—190 кВт.
Максимальна швидкість автобуса при повному завантаженні — 85 км/год, при порожньому салоні — 120 км/год. Попри невелику потужність дизельного двигуна, ЛАЗ А152 має відчутно менші за типові 12-метрові автобуси ЛАЗ А183 витрати палива при швидкості 60 км/год на 100 кілометрів — усього 19 літрів.
Виготовлено 3 машини ЛАЗ A152D0. Одна з них працювала з 2010 по 2018 (поки не згоріла) рік у Львові на автобусних маршрутах № 5А,10,47А,3А (ВС 2930 ВС/ ВС 3589 СЕ / ВС 3159 АА), одна в Києві на розвозці заводу "Оболонь" (АА 3244 КК), а одна в Запоріжжі на розвозці ТЕС (АР 4652 ВА).

## Подібні
- БАЗ А11110
- Богдан А601
- ЗАЗ А10С І-Ван